# Hubble-sugár
A Hubble-sugár az a sugár, melyen belül látható a Világegyetem. A sugár által határolt területen kívülről nem juthat fény a Földre.
A Hubble-sugarat Edwin Hubble (1889–1953), amerikai csillagászról nevezték el, aki többek között felfedezte a kozmikus vöröseltolódást, melyből arra következtetett, hogy a Világegyetem tágul.
Mai tudásunk szerint az univerzumunk története 13,7 milliárd évvel ezelőtt történt ősrobbanással, és minthogy a fény ennyi év alatt éppen 13,7 milliárd fényév távolságra tud eljutni, az ennél messzebb kibocsátott fényt még nem láthatjuk.
Ez nyilvánvalóan korlátozza látóhatárunkat, de a valóság ennél bonyolultabb. Világegyetemünk tere az ősrobbanás óta kiterjedőben van, „tágul”, és a táguló térben a fény kibocsátásnak pillanatában még N milliárd fényév távolság a fény utazásának ideje alatt megnő, az út befutásához több mint N milliárd évre van szükség. Egy távcsövünkben megjelenő távoli galaxisnak, fényének kibocsátásakor közelebb kellett lennie mint 13,7 milliárd fényév, és ugyanez a fényforrás ma nagyobb távolságban van.
A 2010-ben megfigyelt UDFy-38135539 galaxis (HUDF.YD3) színképe elárulja, hogy ma látható fényét 3 milliárd fényév távolságban bocsátotta ki, de a fény érkezéséig mégis 13,1 milliárd év telt el, miközben a galaxis már 30 milliárd fényévre távolodott el.

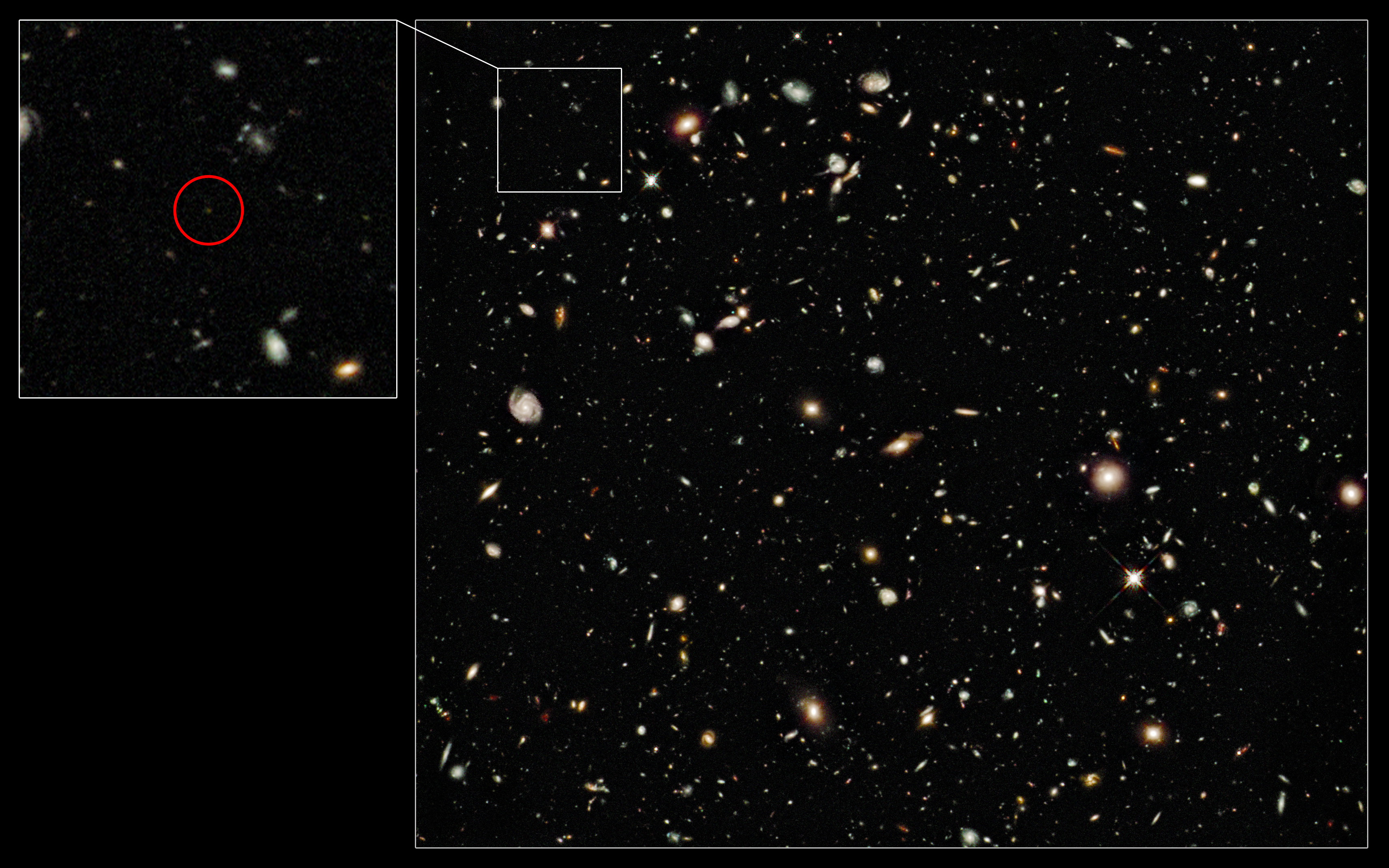
A HUDF.YD3 galaxis helye a piros körben

Ebből kitűnik, hogy a tér tágulásával arányosan nő annak a gömbnek az R sugara, amely valamennyi olyan égitestet tartalmazza, melyekről a HUDF.YD3 galaxishoz hasonlóan fényük révén tudomásunk van. Ez az R sugár a megfigyelhető univerzum határa ma, vagy bármely adott időpillanatban. A növekvő R azonban még nem biztosítja, hogy a látható galaxisok száma is növekedne, vagy akárcsak állandó maradna, mert egy galaxis a látható univerzum határain belül is eltűnhet látóterünkből.
Ha figyelembe vesszük, hogy a táguló térben két galaxis egymástól való távolodásának v sebessége éppen pillanatnyi l távolságukkal arányos: v = H×l. Ez Hubble törvénye, a konstans H, a Hubble-állandó. A növekvő távolsággal tehát a távolodás v sebessége akármilyen nagy lehet, és ha l nagyobb, mint {\displaystyle l_{h}}=c/H ~ 14 milliárd fényév, Hubble törvénye szerint v felülmúlja a  c fénysebességet is.
Ez az {\displaystyle l_{h}} távolság a Hubble-sugár, és mivel például a HUDF.YD3 30 milliárd fényév távolsága ennek 30/14=2,1-szerese, ezért a galaxis ma felénk küldött fotonjai a köztünk lévő tér tágulása miatt pontosan v-c =1,1 c szuper-fénysebességgel távolodnak tőlünk. Ez a helyzet nem mai keletű. Az {\displaystyle l_{h}} sugár a korai univerzumban mai értékénél sokszor kisebb volt, és így  a HUDF.YD3 kezdettől fogva a Földtől számított Hubble-sugáron kívül bocsátotta ki fotonjait.
Felmerül a kérdés, akkor miért látjuk mégis őket? A válasz a táguló tér dinamikájában rejlik. A H állandó ugyanis csak a háromdimenziós térben állandó, az időtől azonban függ, csökken a tér tágulása során. Ezért a H-val fordítottan arányos {\displaystyle l_{h}} Hubble-sugár az ősrobbanás óta növekszik, növekedésének sebességét a tér tágulásának üteme szabja meg. Az univerzum első néhány milliárd évében a tágulás egyre lassult, ezáltal {\displaystyle l_{h}} növekedése olyan gyors volt, hogy idővel utolérte a HUDF.YD3-hez hasonló galaxisok távolodó fotonjait. Az utolért és megelőzött foton a Földtől mért Hubble-sugáron belülre került fénysugár helyén a ’távolító’ v sebesség már kisebb a c-nél, a fotonok ettől az időtől kezdve már c-v >0 sebességgel közelednek hozzánk. A lassuló tágulás korában kibocsátott fotonok így késve ugyan, de megérkeznek. A kezdettől fogva szuper-fénysebességgel távolodó HUDF.YD3 korai fénye ezért látható, és még sokáig látható marad, de nem örökké, mert a tágulás üteme is változik. A Hubble-sugár azóta is tovább növekszik, de már nem elég gyorsan ahhoz, hogy a fénysebességnél gyorsabban távolodó csillagok fotonjait utolérje; ezek az utóbbi néhány milliárd évben már tartósan a Hubble-sugáron kívül rekedtek. Utolsó, még a Hubble-sugár által utolért fénysugarának érkezése után a HUDF.YD3 és hozzá hasonló galaxisok későbbi sorsáról már nem lesz tudomásunk.
Kozmológusok számításai szerint a megfigyelhető univerzum táguló sugara ma 46 milliárd fényévre tehető,